# Orlando Strinati
Orlando Strinati (Terni, 5 aprile 1921 – Terni, 3 agosto 2004) è stato un allenatore di calcio e calciatore italiano, di ruolo mediano.
Anche suo fratello Rodolfo è stato un calciatore.

## Carriera
Ha legato il suo nome alla Ternana, squadra con cui ha collezionato 241 partite di campionato diventando quarto nella speciale classifica delle presenze in rossoverde, dietro a Gabriele Ratti, Romano Marinai e Sergio Bonassin.
Venne fatto esordire dall'allenatore ungherese Béla Károly nella stagione 1937-1938, collezionando alcune presenze nell'ambito della Coppa Italia Centrale vinta in quell'anno proprio dalla Polisportiva Mario Umberto Borzacchini (nome adottato all'epoca dalla società umbra).
Legò il suo nome alla Ternana dove rimase fino alla stagione 1951-1952, con un'unica interruzione tra il 1941 ed il 1943 dove giocò in Serie A col Torino, dove conquistò uno Scudetto ed una Coppa Italia.
Nel ruolo di allenatore, assunse la guida della squadra nel corso del torneo 1951-1952, con una doppia mansione di tecnico e giocatore.
Capace di coinciliare la professione di calciatore con quella di operaio presso le grandi Acciaierie di Terni, ha speso poi il resto della sua vita nel calcio dilettantistico giovanile locale. 
L'amministrazione comunale ha deciso di dedicare in suo nome l'impianto sportivo dove gioca il Terni Est, squadra che milita nel torneo di Eccellenza umbra.

## Statistiche
| Stagione  | Squadra | Serie | Presenze | Reti |
| 1937-1938 | Ternana | D     | 1        | 0    |
| 1938-1939 | Ternana | C     | 2        | 0    |
| 1939-1940 | Ternana | C     | 11       | 1    |
| 1940-1941 | Ternana | C     | 25       | 1    |
| 1941-1942 | Torino  | A     | 2        | 0    |
| 1942-1943 | Torino  | A     | 10       | 0    |
| 1945-1946 | Ternana | B     | 32       | 1    |
| 1946-1947 | Ternana | B     | 34       | 1    |
| 1947-1948 | Ternana | B     | 37       | 0    |
| 1948-1949 | Ternana | C     | 30       | 4    |
| 1949-1950 | Ternana | C     | 31       | 3    |
| 1950-1951 | Ternana | D     | 24       | 1    |
| 1951-1952 | Ternana | D     | 6        | 0    |